# Baloncesto Talavera
El CB Talavera Basket, más conocido como Baloncesto Talavera, es un club de baloncesto de Castilla-La Mancha, con sede en Talavera de la Reina, Toledo, con equipos de cantera y que juega en la Tercera FEB durante la temporada 2024-2025.

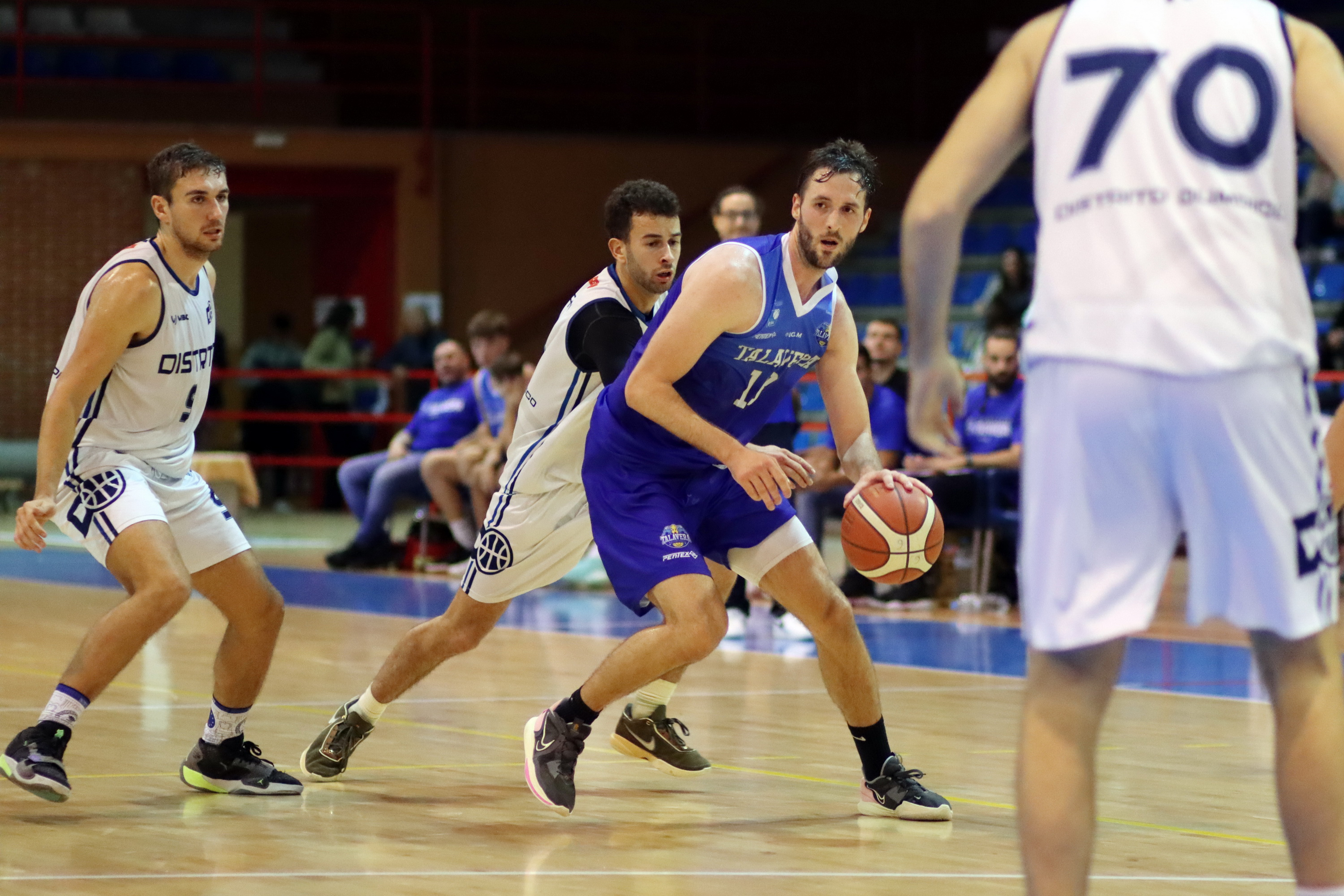

## Historia
Fundado en 2014, producto de la fusión del CB Talavera y del Basket Talavera.
En la temporada 2021-2022 el Baloncesto Talavera  consigue el ascenso a Primera División Nacional.

### Liga LEB Plata
El 6 de julio de 2022, se confirma la inscripción del conjunto talaverano en la Liga LEB Plata, tras la invitación de la Federación Española de Baloncesto.
En la temporada 2022-2023 el Baloncesto Talavera debuta en la LEB Plata, pero no consigue mantener la categoría descendiendo a Liga EBA tras un ajustado play-out contra el CB L'Hospitalet.

### Liga EBA
En la temporada 2023-2024 el cuadro talaverano disputa sus partidos en Liga EBA en el grupo B-A, en el cual están equipos de las comunidades de Castilla-La Mancha, Madrid y Canarias, terminando en 8.ª posición.

### Tercera FEB
En la temporada 2024-2025 el Balancesto Talavera disputará sus partidos en la actual Tercera FEB (antigua Liga EBA), en el grupo B-A, en el cual están equipos de las comunidades de Castilla-La Mancha, Madrid y Canarias.

## Instalaciones
El Baloncesto Talavera juega en el Polideportivo 1.º de Mayo, situado en la Calle Nicaragua, S/n, Talavera De La Reina, con capacidad para 3.500 espectadores. 

## Denominaciones
- CB Talavera Basket (2018-2022)
- Baloncesto Talavera (2022-)

## Temporadas
| Temporada | Nivel | División       | Pos. | Postemporada              | TR    | PO    |
| --------- | ----- | -------------- | ---- | ------------------------- | ----- | ----- |
| 2018-19   | 6     | 1.ª Autonómica | 4.º  | Fase final (4.º)          | 15-7  | 0-1   |
| 2019-20   | 6     | 1.ª Autonómica | 3.º  | –                         | 11-5  | –     |
| 2020-21   | 6     | 1.ª Autonómica | 2.º  | Fase final (1.º)/ Ascenso | 10-6  | 3-0   |
| 2021-22   | 5     | 1.ª División   | 10.º | Ascenso                   | 5-17  | –     |
| 2022-23   | 3     | LEB Plata      | 12.º | PO permanencia/ Descenso  | 8-18  | 0-1-1 |
| 2023-24   | 4     | Liga EBA       | 8.º  | –                         | 11-15 | –     |
| 2024-25   | 4     | Tercera FEB    | 7.º  | –                         | 13-13 | –     |

## Entrenadores
- 2022-2023  Ricardo Úriz
- 2023-Actualidad  Jose Rey

## Presidentes
- 2023-Actualidad   Guillermo Rejón